# Ntiou (Cameroun)
Ntiou est un village du Cameroun se trouvant dans sa région Est et dans le département de Boumba-et-Ngoko. 
Il se situe plus précisément dans l'arrondissement de Yokadouma et dans le quartier de Mpou-Mpong. 

## Population
En 2005, le village de Ntiou comptait 1 174 habitants dont : 562 hommes et 612 femmes.

## Pêche
Le village de Ntiou étant situé au bord du fleuve Sanaga, les habitants y pratiquent couramment la pêche pour subvenir à leurs besoins et avoir une activité commerciale.